# Centre Balear de Santa Fe
Centre Balear de Santa Fe és una de les Comunitats Balears a l'Exterior fundada el 23 de setembre de 1923 a Santa Fe (Argentina) per Jaume Llobera, home molt reconegut pels seus paisans. La primera acta de reunió del centre fou del 7 d'agost de 1925. També en fou president molts anys l'empresari eivissenc Mariano Riera Torres. L'actual president és Maria Taura Matas. Per iniciativa d'Alberto Miyara des de 1994 ofereix cursos de català.